# Aeroportul Grand-Santi
Aeroportul Grand-Santi (IATA: GSI, ICAO: SOGS) este un aeroport din Grand-Santi⁠(d), Cantonul Maripasoula, Arondismentul Saint-Laurent-du-Maroni, Guyana Franceză, Franța ce deservește zona Grand-Santi⁠(d). Aeroportul a fost tranzitat în 2022 de 5.469 de pasageri. A fost numit după zona deservită.
Situat la o altitudine de 185 m, aeroportul dispune de o singură pistă. Este operat de general council of Guyane⁠(d).